# Kochoghot
Kochoghot (en arménien Կոճողոտ, en azéri Yayıcı) est une communauté rurale de la région de Martakert, au Haut-Karabagh. Elle compte 534 habitants en 2005.